# Márton Lőrincz
Márton Lőrincz (Corund, 28 ottobre 1911 – Buenos Aires, 1º agosto 1969) è stato un lottatore ungherese, specializzato nella lotta greco-romana e in qualla libera. Fu campione olimpico a  Berlino 1936 nella lotta greco-romana pesi gallo.

## Palmarès
- Giochi olimpici

Berlino 1936:  Oro nella lotta greco-romana pesi gallo;
- Europei

Stoccolma 1934:  Oro nella lotta libera pesi gallo;
Bruxelles 1935:  Argento nella lotta libera pesi gallo;